# The Lost World (romance de Michael Crichton)
The Lost World (No Brasil, Mundo Perdido e em Portugal O Mundo Perdido) é um livro de ficção científica escrito por Michael Crichton e publicado em 1995. É uma sequência de Jurassic Park (No Brasil, O Parque dos Dinossauros e em e em Portugal Parque Jurássico), um dos maiores sucessos de Crichton, e que foi adaptado para os cinemas por Steven Spielberg em Jurassic Park, vencedor de três Oscars, 19 outros prêmios e 15 outras indicações. Mundo Perdido também foi adaptado por Spielberg para os cinemas em 1997 em O Mundo Perdido: Jurassic Park.
Em 1997, ambas as obras foram reeditadas como um único livro intitulado Jurassic World, de Michael Crichton. Este, no entanto, não está relacionado ao filme de mesmo nome de 2015.

## Enredo
Seis anos após os eventos do primeiro livro, Ian Malcolm, junto com o paleontólogo Richard Levine, reúne uma equipe de pesquisa para a Isla Sorna, a "unidade de produção" onde os dinossauros do parque nasceram e cresceram.
Levine decide ir sem Malcolm, e ele planeja um resgate, com uma equipe composta por Jack Thorne, Eddie Carr, e duas crianças que foram sem que os outros percebessem — Arby Benton e Kelly Curtis.
Ao mesmo tempo, outra equipe — formada por Sarah Harding (ex-namorada de Malcolm), pelo geneticista Lewis Dodgson, Howard King e George Baselton — também vai à Ilha Sorna, com planos para roubar ovos de dinossauro para a Biosyn, a empresa rival da InGen, a empresa responsável pelo parque.
No caminho para a ilha, Dodgson joga Sarah para fora do barco para que ela morresse, mas ela é resgatada pelo grupo de Malcolm. O resto da equipe inteira de Dodgson — inclusive ele — é morta por dinossauros da ilha.
A equipe de Malcolm encontra Levine são e salvo.
Um ataque de Velociraptores acaba matando Eddie e outro ataque — desta vez, de Tiranossauros à procura de seu bebê — deixa Malcolm ferido, e ele fica durante algum tempo sob efeito de morfina, deixando-o propenso a falar longamente sobre a evolução na Isla Sorna, cujos dinossauros são anti-sociais em comparação com os da Isla Nublar, e ele acaba descobrindo que a InGen alimentou os dinossauros com ovelhas infectadas com uma doença de príons, o que tornou a vida dos dinossauros bem mais curta do que o normal; Segundo Malcolm, isso acarretará uma extinção dos dinossauros da Ilha.
Depois de sofrerem diversos ataques de Velociraptores, Kelly acaba descobrindo um barco em um prédio abandonado e o grupo escapa da ilha a salvo.

## Adaptação Cinematográfica
Depois do enorme sucesso do filme de Jurassic Park nos cinemas, Michael Crichton foi pressionado por muitos, para que fizesse uma sequência do primeiro livro. Ele recusou todas as ofertas até que o próprio Spielberg disse que estaria interessado em dirigir uma adaptação do filme da sequência, se fosse escrita. Crichton começou a trabalhar quase que imediatamente. Depois que o romance foi publicado em 1995, O Mundo Perdido: Jurassic Park começou a ser produzido em setembro de 1996.

## Recepção
The Lost World passou oito semanas como o número um na lista de Best Seller do New York Times, permanecendo de 8 de outubro de 1995, a 26 de novembro de 1995, bem como em em março de 1996.